# Мерикюла
Ме́рикюла (эст. Meriküla) — деревня в муниципалитете Нарва-Йыэсуу, уезд Ида-Вирумаа, Эстония.
До административной реформы местных самоуправлений Эстонии 2017 года входила в состав волости Вайвара.

## География и описание
Расположена на северо-востоке Эстонии, на берегу Финского залива, в 30 км к востоку от уездного центра — города Йыхви. Высота над уровнем моря — 25 метров.
Климат умеренный. Официальный язык — эстонский. Почтовый индекс — 29025.

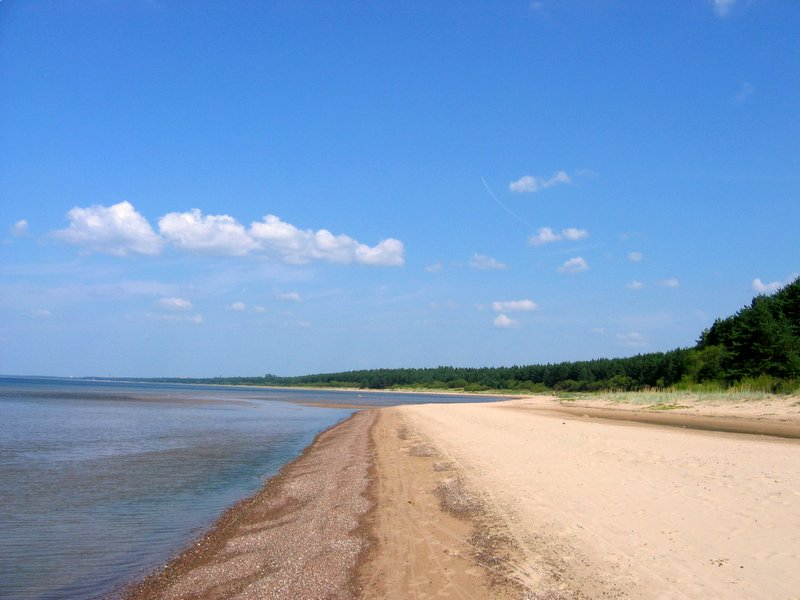
Мерикюлаский пляж, берег Финского залива

Мерикюлаский пляж является частью самого длинного, чистого и широкого песчаного пляжа Эстонии — пляжа Нарва-Йыэсуу (7,5 км).

## Население
По данным переписи населения 2021 года, в Мерикюла насчитывалось 14 жителей, из них 9 (64,3 %) — эстонцы.
Число жителей деревни Мерикюла по данным переписей населения:
| Год  | 1959 | 1970 | 1979 | 1989 | 2000 | 2011 | 2021 |
| ---- | ---- | ---- | ---- | ---- | ---- | ---- | ---- |
| Чел. | 9    | → 9  | ↗ 22 | ↘ 7  | → 7  | ↗ 12 | ↗ 14 |

## История
Поселение Мерикюла (иногда также Мерекюла, эст. Mereküla, ранее Меррекюль, Мерренкюль) впервые упоминается в 1634 году (Merrekull). В источниках 1688 года упоминается Merekül, 1726 года — Merreküll, 1796 года — Merrekül.
Как деревня, Мерикюла была основана около 1653 года, когда здесь поселились старообрядцы. По ревизии 1726 года здесь проживало 15 семей. Границы современной деревни не совпадают с её историческими границами.
Ратман Нарвы Вильям Рихард Гендт был активным пропагандистом летнего курортного отдыха в Меррекюле (нем. Merreküll). По его инициативе это место стало указываться как курорт в справочниках, в 1863 году он построил здесь летнюю лютеранскую часовню (Waldkapelle). В 1877 году возле часовни был установлен памятник Гендту как основателю курорта. Памятник сохранился, хотя нуждается в реставрации. В 1867 году в Меррекюле была построена небольшая деревянная церковь Казанской иконы Божией Матери, которая в 1947 году была перенесена на новое место в Нарва-Йыэсуу, где в 1948 году, епископ Таллинский и Эстонский Исидор, освятил её во имя Святого Владимира.
На военно-топографических картах Российской империи (1846–1912 годы), в состав которой входила Эстляндская губерния, место современной деревни обозначено как дача Мерикюль.
К концу XIX века Мерикюль (Меррекюль) стала известным летним курортом. Были построены здания курзала и пансионата, открыты телеграф, почта, летом работали аптека и водолечебница. На курорте было более 90 дач-коттеджей. Летом здесь жил и практиковал врач Антон Антонович Рюльман.
В Меррекюле отдыхали и творчески работали многие известные личности: Анна Павлова, Константин Бальмонт, К. А. Тимирязев, Н. С. Лесков, Л. И. Веселитская и другие. Иван Иванович Шишкин приглашал сюда отдыхать и рисовать своих учеников Александра Борисова, Николая Химона и Петра Вагнера. Здесь Шишкиным были написаны картины Шишкина «Меррекюль», «Мяннисалу», «Солнечный день» и другие. Ряд работ здесь выполнил А. И. Мещерский: «Берег Нарвского залива» (1886), «Нарвский залив» (1888), «Нарвский рейд» (1890). Здесь также отдыхали и работали композиторы Мийна Хярма, Артур Капп, Эуген Капп, Раймонд Кулль.
В годы Первой мировой войны в районе Мерикюла была возведена батарея № 1 Нарвской артиллерийской позиции — самая южная резервная позиция Кронштадтской крепости морской крепости Императора Петра Великого. Были построены мощные бетонные бункеры и артиллерийские установки, а для её снабжения проложена узкоколейная железная дорога от железнодорожной станции в деревне Аувере. В 1916 году эти работы были остановлены.
Во время Великой Отечественной войны, 14 февраля 1944 года, в Мерикюла высадился десант Балтийского флота: 432 бойца, которым была поставлена задача прорваться через железнодорожную станцию Аувере и присоединиться к частям Красной армии. Через линию фронта перешли 6 бойцов, 8 раненых десантников были захвачены в плен, остальные погибли в бою. В память об этом событии в деревне в 1972 году на берегу моря был установлен мемориал, 16 августа 2022 года демонтированный по решению эстонских властей.

### Комментарии
1. ↑  Эстонские топонимы, оканчивающиеся на -а, в русском языке не склоняются[10], а род получают по родовому слову, например, деревне присваивается женский род, хотя в эстонском языке нет категории рода.